# Seichebrières
Seichebrières ist eine französische Gemeinde im Département Loiret in der Region Centre-Val de Loire. Sie hat 220 Einwohner (Stand: 1. Januar 2022), die sich Seichebriérois nennen. Seichebrières gehört zum Arrondissement Orléans und zum Kanton Châteauneuf-sur-Loire.

## Geographie
Seichebrières liegt etwa 28 Kilometer ostnordöstlich von Orléans im Forêt d’Orléans. Umgeben wird Seichebrières von den Nachbargemeinden Nibelle im Norden und Nordosten, Combreux im Osten und Südosten, Vitry-aux-Loges im Süden sowie Ingrannes im Westen.

## Bevölkerungsentwicklung
| 1962                       | 1968 | 1975 | 1982 | 1990 | 1999 | 2006 | 2018 |
| -------------------------- | ---- | ---- | ---- | ---- | ---- | ---- | ---- |
| 115                        | 121  | 103  | 124  | 131  | 127  | 170  | 211  |
| Quellen: Cassini und INSEE |      |      |      |      |      |      |      |

## Sehenswürdigkeiten
- Kirche der Unbefleckten Empfängnis (Immaculée-Conception)

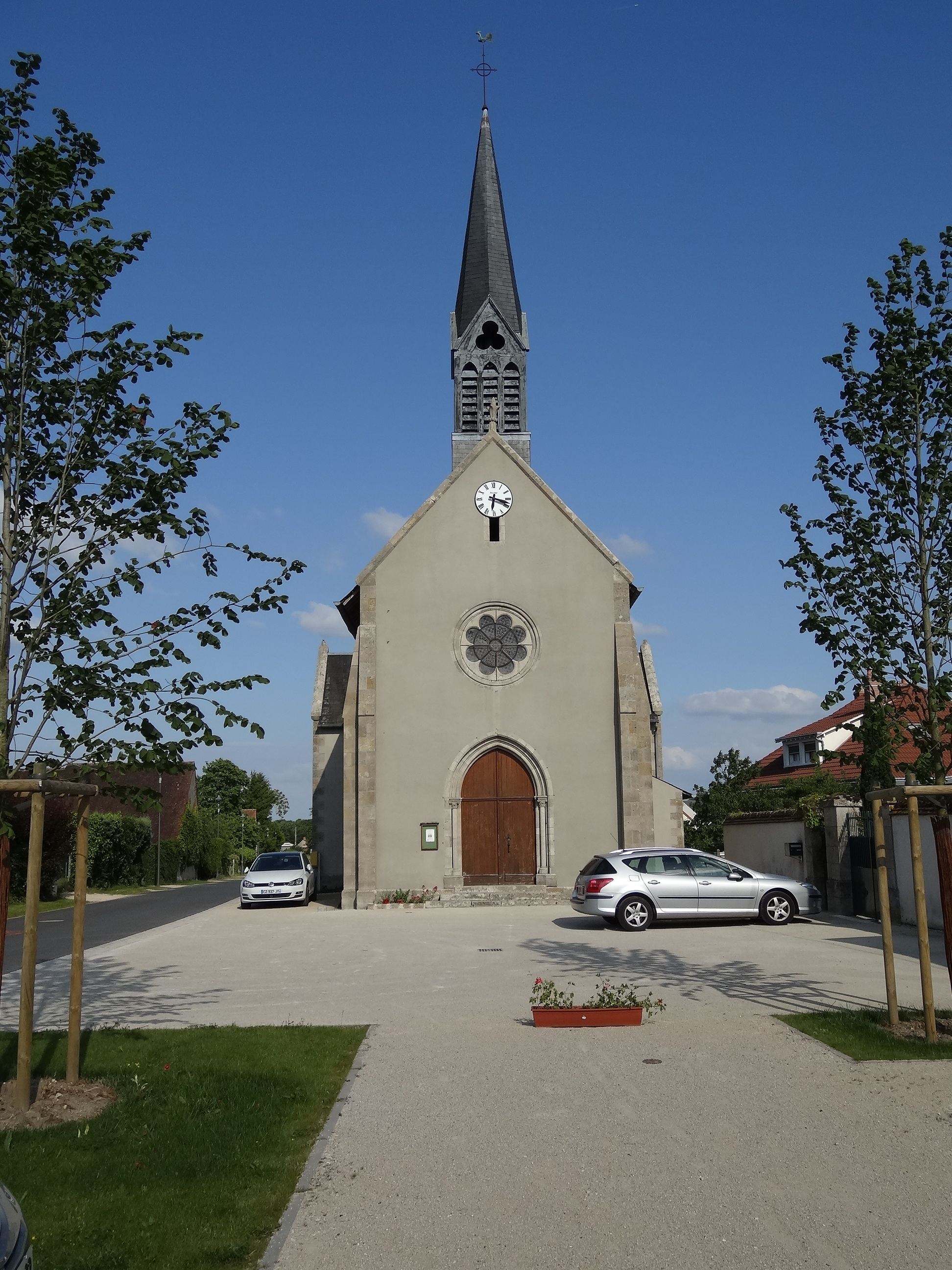
Kirche